# Rosemira Daniel
Pour les articles homonymes, voir Daniel.
Rosemira Djamila Simão Daniel, née le 24 octobre 1993 à Luanda, est une joueuse angolaise de basket-ball évoluant au poste d'ailier.

## Carrière
Elle termine troisième du Championnat d'Afrique féminin de basket-ball des 16 ans et moins en 2009.
Elle participe avec l'équipe d'Angola au championnat d'Afrique 2019 et au championnat d'Afrique 2021.
Elle évolue en club à l'Interclube de Luanda.